# Джанико
Джа̀нико (на италиански: Gianico, на източноломбардски: Jànec, Янек) е село и община в Северна Италия, провинция Бреша, регион Ломбардия. Разположено е на 231 m надморска височина. Населението на общината е 2151 души (към 2013 г.).